# Бельявіста (Перу)
Бельявіста (ісп. Bellavista) — місто в Перу, адміністративний центр провінції Бельявіста.

## Географія
Лежить у Північному Перу на річці Уайяґа (басейн Мараньйону).

### Клімат
Місто знаходиться у зоні, котра характеризується вологим тропічним кліматом. Найтепліший місяць — грудень із середньою температурою 27.4 °C (81.3 °F). Найхолодніший місяць — липень, із середньою температурою 25.6 °С (78.1 °F).
| Клімат Бельявісти       | Клімат Бельявісти | Клімат Бельявісти | Клімат Бельявісти | Клімат Бельявісти | Клімат Бельявісти | Клімат Бельявісти | Клімат Бельявісти | Клімат Бельявісти | Клімат Бельявісти | Клімат Бельявісти | Клімат Бельявісти | Клімат Бельявісти | Клімат Бельявісти |
| Показник                | Січ.              | Лют.              | Бер.              | Квіт.             | Трав.             | Черв.             | Лип.              | Серп.             | Вер.              | Жовт.             | Лист.             | Груд.             | Рік               |
| Середня температура, °C | 27,3              | 27,1              | 26,8              | 26,6              | 26,4              | 25,9              | 25,6              | 26,4              | 26,8              | 27                | 27,2              | 27,4              | 26,7              |
| Норма опадів, мм        | 103.2             | 122.7             | 148.9             | 129.6             | 84.2              | 57.6              | 50.3              | 53.7              | 78.3              | 126.1             | 117               | 88.8              | 1160.4            |
| Днів з опадами          | 15,2              | 15,1              | 15,2              | 13,3              | 12,3              | 9,6               | 9,9               | 8                 | 10,7              | 13,2              | 13                | 14                | 149,5             |
| Вологість повітря, %    | 75.1              | 74.6              | 79.3              | 80.2              | 80.1              | 79.2              | 77                | 74                | 74.9              | 76.6              | 76.3              | 75.4              | 76.9              |
| ----------------------- | ----------------- | ----------------- | ----------------- | ----------------- | ----------------- | ----------------- | ----------------- | ----------------- | ----------------- | ----------------- | ----------------- | ----------------- | ----------------- |
| Джерело: Weatherbase    |                   |                   |                   |                   |                   |                   |                   |                   |                   |                   |                   |                   |                   |